# Haplophyllum tragacanthoides
Haplophyllum tragacanthoides är en vinruteväxtart som beskrevs av Friedrich Ludwig Diels. Haplophyllum tragacanthoides ingår i släktet Haplophyllum och familjen vinruteväxter. Inga underarter finns listade i Catalogue of Life.